# L'album di Mina
L'album di Mina è una raccolta della cantante italiana Mina, pubblicata nel 1983 dall'etichetta discografica RCA Italiana.
Nel 2012 è stata rimossa dalla discografia sul  sito ufficiale (archiviato dall'url originale il 14 gennaio 2020). della cantante.

## Descrizione
Fa parte della linea di raccolte denominata L'album di... (nome dell'artista), commercializzata dalla RCA Italiana anche per altri cantanti.
Dei box originali, contenenti 3 LP o audiocassette (RCA ML / MK 33386 (3)), pubblicati in edizione limitata, esiste anche una versione promozionale in cui i supporti non sono riuniti in un'unica confezione (RCA ML / MK 33386-3). Entrambe hanno a corredo un libretto illustrativo con i testi delle canzoni. Per distinguerle, su ciascun  supporto promozionale. compare il timbro "campione non commerciabile".
Nello stesso anno è stata ristampata, senza rimasterizzazione digitale, su 2 CD per la collana "Flashback" (RCA ND 74247(2)). Ciascun Compact Disc raggruppa 3 lati dei supporti originali, senza modificare né l'ordine delle canzoni, né i contenuti. Fa eccezione Addio,  ultimo brano. del lato 4,  sostituito. nell'edizione in CD da E adesso sono tua, aumentando la durata totale del secondo supporto di 31 secondi.
I vari supporti, escluso i CD, dichiarano una qualità audio stereofonica a fronte di registrazioni originali dei brani in monofonia.
6 gli Inediti su album, per la maggior parte sul primo lato del primo disco (Slowly, Venus, Passion Flower, Be bop a lula) e a nome Baby Gate, tranne Il cielo in una stanza (extended) e Soli.
Si segnalano come potenziali "inediti su album" anche Un bacio è troppo poco (singolo, 1965) e Sono come tu mi vuoi (singolo, 1966) contenuti nella rara raccolta promozionale a tiratura limitata Mina con voi, pubblicata solo su LP nel 1969. Inizialmente inserita nella discografia ufficiale dell'artista, è stata rimossa nel 2012 insieme a tutte le altre antologie pubblicate dopo il 1967.

## Tracce
Disco 1
Lato 1 - Mina & Baby Gate
1. Tintarella di luna – 3:00 – da Tintarella di luna, 1960
2. Slowly (feat. Baby Gate) – 2:02 (Otis Blackwell; edizioni musicali RCA/Ducale) – Inedito su album (singolo, 1965)
3. Renato – 2:10 – da Renato, 1962
4. Venus (feat. Baby Gate) – 2:43 (Edward 'Ed' Marshall; edizioni musicali R.R.R.) – Inedito su album (EP e singolo, 1959)[2]
5. Una zebra a pois – 3:25 – da Il cielo in una stanza, 1960
6. Passion Flower (feat. Baby Gate) – 1:44 (Perry 'Bunny' Botkin Jr., Gilbert Garfield, Patrick 'Pat' Murtagh; edizioni musicali Southern Music) – Inedito su album (singolo, 1959)
7. Nessuno – 2:14 – da Tintarella di luna, 1960
8. Be Bop a Lula (feat. Baby Gate) – 2:49 (testo: Bill "Sheriff Tex" Davis – musica: Gene Vincent; edizioni musicali RCA, Mascotte) – Inedito su album (EP e singolo, 1959)[2]

Lato 2 - Il cielo in una stanza
1. Il cielo in una stanza (extended) – 2:54 (Gino Paoli; edizioni musicali Fama) – Inedito su album (singolo, 1965)
2. Stringimi forte i polsi – 2:34 – da Renato, 1962
3. 'Na sera 'e maggio – 3:17 – da Due note, 1961
4. Le tue mani – 3:40 – da Renato, 1962
5. È vero – 3:00 – da Tintarella di luna, 1960
6. Piano [3] – 2:50 – da Due note, 1961
7. Come sinfonia – 2:37 – da Due note, 1961

Disco 2
Lato 3 - Trionfi a Studio Uno
1. Due note – 3:34 – da Due note, 1961
2. Sabato notte – 2:39 – da Renato, 1962
3. Un anno d'amore – 3:10 – da Studio Uno, 1965
4. La banda – 2:35 – da Sabato sera - Studio Uno '67, 1967
5. Un bacio è troppo poco – 3:14 – da Mina con voi, 1969 (singolo, 1965)
6. Se c'è una cosa che mi fa impazzire – 2:38 – da Sabato sera - Studio Uno '67, 1967
7. Soli [4] – 2:52 (testo: Franco Castellano, Giuseppe Moccia – musica: Bruno Canfora; edizioni musicali Curci) – Inedito su album (singolo, 1965)

Lato 4 - Ancora storie d'amore
1. È l'uomo per me – 2:20 – da Studio Uno, 1965
2. Ora o mai più – 2:22 – da Mina & Gaber: un'ora con loro, 1965[5]
3. Nel fondo del mio cuore – 2:41 – da 4 anni di successi, 1967[5]
4. Sono come tu mi vuoi – 3:34 – da Mina con voi, 1969 (singolo, 1966)
5. Se tu non fossi qui – 3:03 – da Studio Uno 66, 1966
6. Una casa in cima al mondo – 3:01 – da Studio Uno 66, 1966
7. Addio – 2:29 – da Studio Uno 66, 1966

Nell'edizione in CD la traccia precedente è stata sostituita da:
1. E... (E adesso sono tua) – 3:00 – da Studio Uno, 1965

Disco 3 - Diva della canzone
Lato 5
1. E se domani (album version) – 3:08 – da Mina, 1964
2. Conversazione – 2:19 – da Sabato sera - Studio Uno '67, 1967
3. Non illuderti – 2:55 – da Mina, 1964
4. Se telefonando – 2:56 – da Studio Uno 66, 1966
5. So che mi vuoi – 2:08 – da Studio Uno, 1965
6. Tu farai – 2:25 – da Studio Uno, 1965

Lato 6
1. Città vuota – 2:40 – da Studio Uno, 1965
2. Se piangi, se ridi – 2:38 – da Studio Uno, 1965
3. Ta-ra-ta-ta – 2:13 – da Studio Uno 66, 1966
4. Sabati e domeniche – 2:44 – da Sabato sera - Studio Uno '67, 1967
5. Mi sei scoppiato dentro il cuore – 3:05 – da Studio Uno 66, 1966
6. Noi due – 3:15 – da Sabato sera - Studio Uno '67, 1967